# Peračica
Peračica je naselje v Občini Radovljica.